# Паљијача (Комо)
Паљијача је насеље у Италији у округу Комо, региону Ломбардија.
Према процени из 2011. у насељу је живело 14 становника. Насеље се налази на надморској висини од 383 м.